# Equipe moldávia na Copa Davis
A equipe moldávia na Copa Davis representa a Moldávia na Copa Davis, principal competição de tênis masculina por equipes do mundo. É administrada pela Moldova Republic Tennis Federation.